# Candelaria, Copainalá
Candelaria är en ort i Mexiko.   Den ligger i kommunen Copainalá och delstaten Chiapas, i den sydöstra delen av landet, 700 km öster om huvudstaden Mexico City. Candelaria ligger 673 meter över havet och antalet invånare är 187.
Terrängen runt Candelaria är kuperad västerut, men österut är den bergig. Runt Candelaria är det ganska tätbefolkat, med 56 invånare per kvadratkilometer. Närmaste större samhälle är Copainalá, 2,5 km öster om Candelaria. Omgivningarna runt Candelaria är en mosaik av jordbruksmark och naturlig växtlighet.